# Nasal dental surda
A Nasal dental surda é um som raramente encontrado, geralmente aparecendo como alofone.

## Características
- Sua maneira de articulação é oclusiva, ou seja, produzida pela obstrução do fluxo de ar no trato vocal. Como a consoante também é nasal, o fluxo de ar bloqueado é redirecionado pelo nariz.
- É uma consoante dental, o que significa que se articula com a ponta ou a lâmina da língua nos dentes superiores, denominados respectivamente apical e laminal.
- Sua fonação é surda, o que significa que as cordas vocais não vibram durante a articulação.
- É uma consoante nasal, o que significa que o ar pode escapar pelo nariz, exclusivamente (plosivas nasais) ou adicionalmente pela boca.
- O mecanismo da corrente de ar é pulmonar, o que significa que é articulado empurrando o ar apenas com os pulmões e o diafragma, como na maioria dos sons.

## Ocorrência
| Língua      | Palavra                | AFI | Significado | Notas |
| ----------- | ---------------------- | --- | ----------- | ----- |
| Pumi do sul | [ exemplo necessário ] |     |             |       |